# Can Boixeres
Can Boixeres – stacja metra w Barcelonie, na linii 5. Stacja została otwarta w 1976.